# Кулжинский, Сергей Николаевич
Сергей Николаевич Кулжинский (1869—1938) — военный деятель Российской империи и УНР. Генерал-майор царской армии и генерал-хорунжий армии УНР.

## Биография
Начальное военное образование получил в 1-м Московском кадетском корпусе. На воинской службе с 1 сентября 1887. В 1889 окончил третье военное Александровское училище. С 1889 подпоручик, а в 1892 произведен в чин поручика. 13 июля 1897 присвоено звание штабс-капитан.
В 1900 окончил Николаевскую академию Генерального штаба по первому разряду и получил звание капитана.
С 6 декабря 1904 подполковник. Проходит службу в 35-м драгунском Белгородском полку. В период с 16 января 1905 по 2 февраля 1906 — штаб-офицер для особых поручений при штабе 15-го армейского корпуса.
С 6 декабря 1908 полковник, начальник штаба 9-й кавалерийской дивизии. С 9 апреля 1910 — начальник штаба 12-й кавалерийской дивизии.
Во время Первой мировой войны, командир 12-го гусарского Ахтырского полка. В начале 1916 начальник штаба 4-й кавалерийской дивизии, генерал-майор. Впоследствии начальник штаба 3-го кавалерийского корпуса, а с начала 1917 года генерал для поручений при командующему 8-й армии.
В Армии УНР с 1918 года. С 4 июня 1918 года в армии Украинской Державы в должности командира 4-й конной дивизии.
С декабря 1918 года инспектор кавалерии армии Украинской Народной Республики. С 9 июля 1919 года командир 1-й отдельной Волынской конной бригады. С августа этого же года стал преподавателем Житомирской юношеской школы Армии УНР. 26 сентября того же года зачислен в штаб Армии УНР.
В конце 1920 года принудительно задержан и отправлен в польские лагеря для военнопленных. После освобождения, остался в Польше.

## Память
- В Житомире в честь Кулжинского названа улица.